# Unterstürmig
Unterstürmig ist ein Gemeindeteil des Marktes Eggolsheim im Landkreis Forchheim (Oberfranken, Bayern).

## Geografie
Das Dorf im Erlanger Albvorland befindet sich etwa zwei Kilometer nordnordwestlich des Ortszentrums von Eggolsheim auf einer Höhe von 280 m ü. NHN.

## Geschichte
Bis zum Beginn des 19. Jahrhunderts unterstand Unterstürmig der Landeshoheit des Hochstifts Bamberg. Die Territorial- bzw. Dorf- und Gemeindeherrschaft nahm das Domkapitel Bamberg wahr. Die Hochgerichtsbarkeit übte das ebenfalls bambergische Amt Eggolsheim als Centamt aus. Als das Hochstift Bamberg infolge des Reichsdeputationshauptschlusses 1802/03 säkularisiert und unter Bruch der Reichsverfassung vom Kurfürstentum Pfalz-Baiern annektiert wurde, wurde Unterstürmig Bestandteil der bei der „napoleonischen Flurbereinigung“ in Besitz genommenen neubayerischen Gebiete.
Durch die Verwaltungsreformen zu Beginn des 19. Jahrhunderts im Königreich Bayern wurde Unterstürmig mit dem Zweiten Gemeindeedikt 1818 eine Ruralgemeinde, zu der auch die Einöde Klebheimerhof gehörte. Im Zuge der Gebietsreform in Bayern wurde die Gemeinde Unterstürmig am 1. Juli 1972 in den Markt Eggolsheim eingegliedert und wechselte damit vom Landkreis Bamberg zum Landkreis Forchheim. Im Jahr 1987 zählte Unterstürmig 279 Einwohner.

## Baudenkmäler

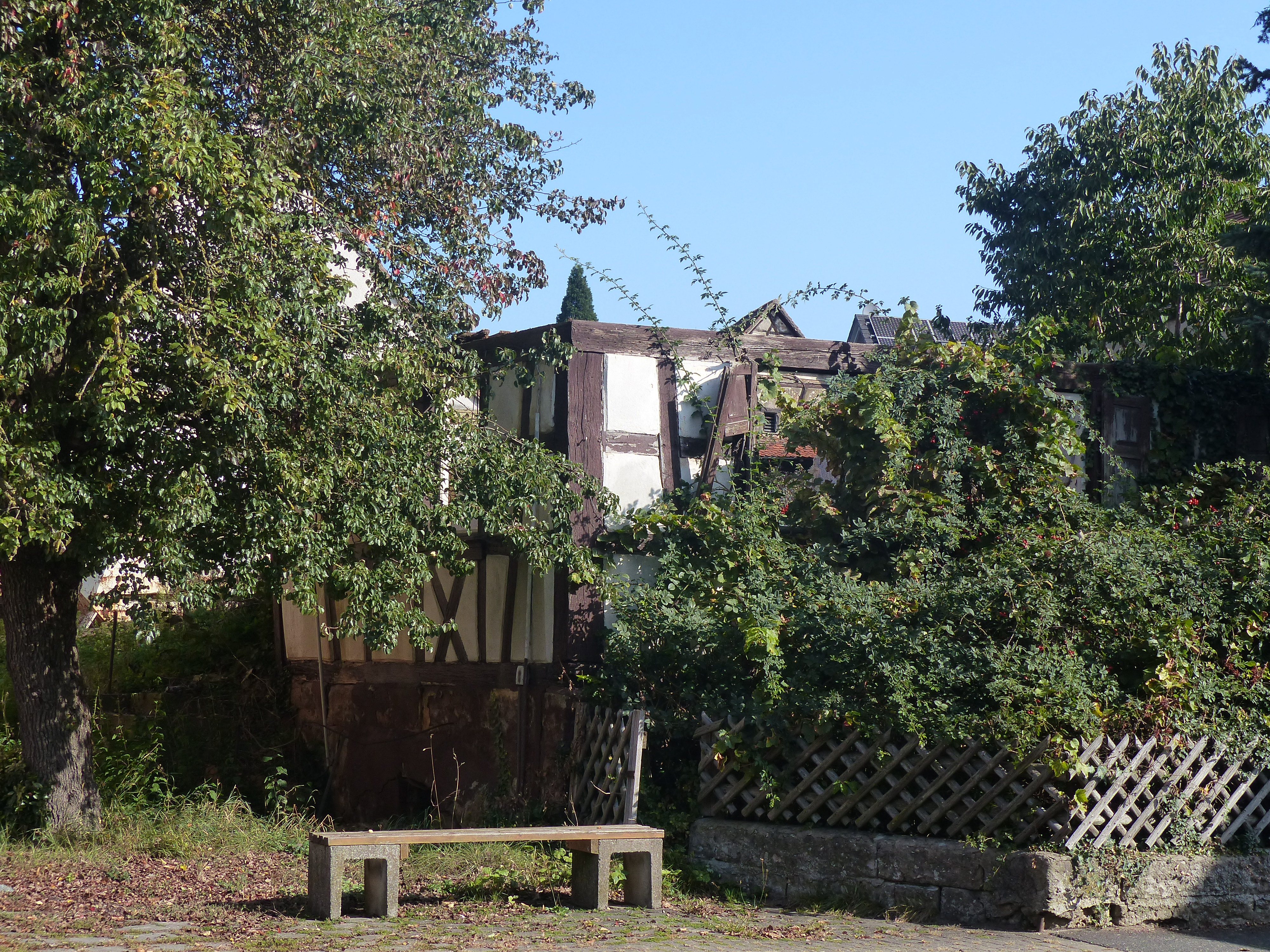
Zeugnis bäuerlicher Vergangenheit: Ein verfallendes Wohnstallhaus

In und um Unterstürmig gibt es insgesamt 13 denkmalgeschützte Objekte, darunter eine Kapelle, zwei Wohnstallhäuser und ein Bauernhaus.